# Хореограф
Хореограф — спеціаліст у галузі хореографії, постановник танців (у тому числі і танцювальних композицій фігуристів та майстрів художньої гімнастики) та балетних спектаклів; балетмейстер.
Хореограф — це представник творчої професії, який ставить танці для своєї групи або будь-якої іншої групи танцюристів. Неважливо, хто виконує танець (група хлопчиків або кордебалет) руху в ньому завжди пов'язані один з одним, а не хаотичні. Це результат хореографічної роботи.
Хореограф працює з танцюристами, щоб додати їх руху завершеність, яка постає перед глядачами у вигляді танцювального твору. Деякі хореографи використовують свої навички для переробки вже існуючих танців, інші за допомогою технік зразок контактної імпровізації створюють абсолютно нові роботи.
Хореограф проводить тренування з танцюристами, ввечері відвідує і оцінює їх виступ, а в інший час займається адміністративною роботою.
Ще хореограф розробляє ідеї, проводить оцінювання та відбір танцюристів, підбирає костюми, музику і т. д.
Танець і пісня — це прояви народної творчості. У кожного народу є свої національні танці, за якими зрозуміла приналежність до якої-небудь держави. У простих людей після важкої роботи на полі була тільки одна розвага — водити хороводи.
У маєтках багатих людей танцювали спеціально найняті танцюристи, щоб скрасити нудний вечір вельможі. У XII столітті увійшов у моду придворний танець, коли багато пар кружляли по колу. Дуже важливо було рухатися красиво, тому що від цього певною мірою залежало громадську думку про джентльменів і леді.
Тому перед професійними хореографами стояло завдання — навчити манерам, які повинні виявлятися під час танцю.
Відео Професія «Хореограф».
Особисті якості: Хореограф повинен, природно, вміти танцювати, бути хорошим організатором і креативщиком. Адже робота полягає в тому, що належить координувати дії всіх танцюристів, придумувати образи і концепцію. Потрібно вміти бути оригінальним, тому що саме імпровізатори домагаються успіху. Також бажано любити спілкування, тому що зустрічатися треба буде з багатьма людьми: акторами, продюсерами, танцюристами, костюмерами.
Освіта (Що треба знати?): Навчитися хореографії на напівпрофесійному рівні можна в танцювальній студії. Освіта з цієї спеціальності можна отримати у нас в місті тільки на Факультеті сучасного танцю Гуманітарного університету.
Місце роботи та кар'єра: Хореографів можна зустріти в танцювальних компаніях, в театрах мюзиклів, в опері, на телебаченні, на зйомках фільму, на фестивалях, на круїзних суднах і навіть на подіумі.
Споріднені професії: Актор, дизайнер, композитор, художник

## Відомі хореографи
- Маріус Петіпа (1818—1910)
- Вацлав Ніжинський (1889—1950)
- Серж Лифар
- Джордж Баланчін (1904—1983)
- Юлія Розумовська
- Ігор Моїсеєв (1906—2007)
- Майкл Кідд (1915—2007)
- Моріс Бежар (1927—2007)
- Олександр Гіль (1943—1988)
- Дмитро Брянцев (1947—2004)
- Євген Панфілов (1955—2002)
- Юрій Григорович (нар. 1927)
- Джон Ноймайєр (нар. 1942)
- Борис Ейфман (нар. 1946)
- Йіржі Кіліан (нар. 1947)
- Сандра Бєзик (нар. 1956)
- Алла Сігалова (нар. 1959)
- Курт Браунінг (нар. 1966)
- Раду Поклітару (нар. 1972)
- Лев Сомов (нар. 1964)
- Олексій Ратманський (нар. 1968)
- Розумовська Юлія Миколаївна